# Gina Bachauer
Gina Bachauer (griechisch Τζίνα Μπαχάουερ (eigentlich Luisa Dorothea); * 21. Mai 1913 in Athen; † 22. August 1976 ebenda) war eine griechische Pianistin.

## Leben
Gina Bachauer wurde als Tochter einer italienisch-österreichischen Familie geboren. Sie trat mit 8 Jahren zum ersten Mal öffentlich auf und studierte ab 1924 am Athener Konservatorium in der Klasse des Busoni-Schülers Woldemar Freeman. 1929 verließ sie das Konservatorium mit einer Goldmedaille. Drei Jahre danach zog sie nach Paris und nahm Unterricht bei Alfred Cortot und später bei Sergei Rachmaninoff.
In den 1930 begleitete sie das Pariser Symphonieorchester unter Pierre Monteux und das Athener Symphonieorchester unter Dimitri Mitropoulos. Während des 2. Weltkriegs gab sie in Ägypten hunderte Konzerte für die alliierte Truppenbetreuung. Nach dem Krieg startete sie dann ihre internationale Karriere in London.
Nach ihr benannt ist die Gina Bachauer International Piano Competition.